# Eclassan
Eclassan ist ein Ort und eine aus mehreren Weilern (hameaux) und Einzelgehöften bestehende südfranzösische Gemeinde mit 1.046 Einwohnern (Stand 1. Januar 2022) im Département Ardèche in der historischen Kulturlandschaft des Vivarais.

## Lage
Eclassan liegt in der Hügellandschaft oberhalb des westlichen Rhônetals circa 20 Kilometer (Fahrtstrecke) südöstlich von Annonay in einer Höhe von ca. 435 m ü. d. M. Das Klima ist gemäßigt; Regen fällt verteilt über das ganze Jahr. An der südlichen Gemeindegrenze verläuft das Flüsschen Ozon.

## Bevölkerungsentwicklung
| Jahr                       | 1800 | 1851 | 1901 | 1954 | 1999 | 2014 |
| Einwohner                  | 606  | 964  | 826  | 640  | 702  | 982  |
| Quellen: Cassini und INSEE |      |      |      |      |      |      |

Der kontinuierliche Rückgang der Einwohnerzahlen seit dem ausgehenden 19. Jahrhundert ist im Wesentlichen auf die Mechanisierung der Landwirtschaft und den damit einhergehenden Verlust an Arbeitsplätzen zurückzuführen. Der Wiederanstieg hängt mit dem angenehmen Klima der Region und der Nähe zum Rhônetal zusammen.

## Wirtschaft
Traditionell lebte die Bevölkerung vom Feldbau und von ein wenig Viehzucht. Heute spielen Forstwirtschaft und Tourismus in Form der Vermietung von Ferienhäusern (gîtes) die bedeutendsten Rollen im Wirtschaftsleben des Ortes.

## Geschichte
In der Antike gehörte das westliche Rhônetal und die Monts d’Ardèche zum Siedlungsgebiet des keltischen Volksstammes der Helvier. Der mittelalterliche Ort entstand wohl erst nach der Gründung eines Priorats durch die Abtei Sainte-Chaffre im 11. Jahrhundert. In der zweiten Hälfte des 16. Jahrhunderts waren der Ort und seine Umgebung von den Wirren der Hugenottenkriege (1562–1598) betroffen.

## Sehenswürdigkeiten
- Nach dem Abriss der mittelalterlichen Kirche in der Mitte des 19. Jahrhunderts entstand eine neue dreischiffige Kirche in neoromanischen Stilformen. In der Fassade sind zwei Wandnischen mit den Figuren der Apostel Petrus und Paulus eingelassen.
- Hinter der Kirche und auf dem Friedhof befinden sich mehrere Kreuze aus Stein oder Schmiedeeisen.

außerhalb
- Im ca. 4,5 km entfernten Weiler Marsan steht eine kleine Kapelle.
- Der Weiler Montbard verfügt ebenfalls über eine kleine Kapelle.
- Der befestigte Gutshof des Château des Prés besteht aus mehreren mittelalterlichen Bauten, die ehemals im Besitz des Priorats standen.
- Das aus dem 16. Jahrhundert stammende Château des Blancs besitzt einen schönen Garten aus dem 18. Jahrhundert und ist zu einem stilvollen und komfortablen Ferienhaus (gîte) umgebaut worden.
- Der aus derselben Zeit stammende befestigte Gutshof Petit Chaleat befindet sich in Privatbesitz.
- Die Räumlichkeiten der ehemaligen Mühle Grand Chaleat dienen heute als Gästezimmer.